# Облаковска планина
Облаковската планина или Снеговско-облаковската планина (на македонска литературна норма: Облаковска Планина) е планина в югозападната част на Северна Македония.

## География
На юг планината граничи с малката Цапарска котловина на реките Шемница и Драгор и през нея с планината Баба. На запад и северозапад и север долината на Шемница и разположеното на нея Стрежевско езеро я отделя от планината Бигла. На североизток и изток граничи с Пелагония.
В планината са разположени селата Стрежево, Облаково, Кочище, Старо Змирново и Снегово, а в югоизточното и подножие се намира град Битоля.

## Върхове
| Име        | Име        | Височина | Местоположение              |
| ---------- | ---------- | -------- | --------------------------- |
| Бели камен | Бели Камен | 1430 m   | ЮЗ от Облаково и СИ от Лера |
| Кирамарица | Кирамарица | 1270 m   | СЗ над Снегово              |
| Кочище     | Кочиште    | 1345,8 m | ЮЗ над Кочище               |
| Кула       | Кула       | 1049 m   | СЗ над Кърклино             |
| Милошевец  | Милошевец  | 1214 m   | Ю от Стрежево и ССИ от Лера |